# A Gyűrűk Ura videókazetta visszatérése a Két torony videotékába
A Gyűrűk Ura videókazetta visszatérése a Két torony videotékába (The Return of the Fellowship of the Ring to the Two Towers) a South Park című amerikai rajzfilmsorozat 92. epizódja (a 6. évad 13. része). Elsőként 2002. november 13-án mutatták be az Egyesült Államokban.

## Cselekmény
|  | Alább a cselekmény részletei következnek! |

Stan házában Stan, Kyle és Cartman Gyűrűk Urásat játszanak. Stan apja, Randy arra kéri a fiúkat, hogy vigyék el a Két torony videotékából kikölcsönzött Gyűrűk Ura videókazettát Buttershez. A gyerekek ezt komoly küldetésnek vélik és elindulnak a kazettával. Randy és Sharon viszont ezalatt egy tékából kölcsönzött pornófilmet akarnak együtt nézni, az Análvadász 9-et. Miután a srácok elindultak és sétálnak az utcán, és „Gyűrűk Ura-stílusban” beszélgetnek, Cartman elűz egy átoksárkányt a varázserejével (valójában egy elhaladó autót). Ezután Randyt mutatják, amint Sharonnal készül az izgalmas estére. Elkezdődik a film. Eleinte még azt hiszik, hogy a pornót nézik, de aztán rádöbbennek, hogy ez a Gyűrűk Ura, és a fiúknál van a másik kazetta.
A fiúk Buttersékhez érnek, és a szülőknek átadják a kazettát. Cartman a küldetésért jutalmat kíván, de nem kapnak, és dolguk végeztével elvonulnak. Linda és Stephen, Butters szülei odaadják fiuknak a kalandfilmnek hitt kazettát. Butters örül, hogy végre láthatja a filmet. El is kezdi nézni a pornófilmet, amiről azt hiszi, hogy a Gyűrűk Ura. Stanék tartanak haza, és találkoznak Randyékkel, akik épp Buttersékhez tartottak autóval (amelyet Cartman ismét el akar űzni). A szülők megtudják, hogy Butterséknél van a film, de megbízzák a fiúkat, hogy hozzák vissza a kazettát. A fiúk visszamennek és kiveszik Buttersék videójából a kazettát, amit addig Butters folyamatosan nézett, és ami teljesen lenyűgözte. Amikor Stanék elviszik a filmet, Butters megőrül és teljesen kivetkőzik magából (lásd: Utalások). Butters vissza akarja kapni a kazettát, beszáll a játékba, csak ő az alapján akar játszani, amit a filmben látott.
A fiúk visszafelé tartanak a Marsh-házba, de a hatodikosokba botlanak, akik észreveszik, hogy az egy pornókazetta. El akarják vinni, de Cartman kilöki a kezükből a filmet és elszaladnak. Ezalatt Randyék elmentek Chrisékhez, hogy megtudják, ottvannak-e még a fiúk. Mivel nincsenek, Randyék elmondják Butters szüleinek, hogy pornó volt a tokban. Lerohannak a pincébe, ahol Butters nézte a filmet és csak őt találják ott. Ezután összetoborozzák Kyle-éknál a szülőket, hogy keressék meg a gyerekeket, mert ki tudja, mit csinálnak a kazettával. Kiderül, hogy Gerald, Kyle apja is látta a filmet, ezért Sheila mérges lesz. Ezalatt ők elmennek Clyde-hoz, aki a főtündét személyesíti meg, hogy együtt döntsenek a kazetta sorsáról. Clyde gyűlést szervez Tokenéknél, ahova eljönnek a South Park-i Gyűrűk Ura-rajongó gyerekek. Közben a hatodikosok is megszervezik a maguk seregét, hogy megszerezzék és megnézzék az Análvadász 9-et.
A gyerekektől egy szövetség indul a videotékába (Cartman, Kyle, Stan, Jimmy, Craig és Filmore). A szülők csoportja (Marshék, Stotchék, Broflovskiék és Cartmanné) elmennek Tokenékhez. Token belenézett a filmbe, még amikor tartott a gyűlés. Őt is letaglózta. Randy beszélt vele a filmről és a szexről, de mivel Token többet látott, mint békés szex, ezért nem folytatja. Kiderül, hogy Mr. Black is látta a pornófilmet. A szövetség épp úton van a videotéka felé (Butters is követi őket), amikor a hatodikosok biciklivel utolérik őket. Jimmy előre küldi a többieket, hogy hősködjön és megállítsa az „ellenséget”, de terve kudarcba fullad, és elgázolják.
A fiúk elérnek egy folyót, amin Cartman át akar menni, mert szerinte a nagyobbak nem bírják a vizet. Craig hülyének nézi, és Filmore-ral elmennek Harry Pottereset játszani (az előző jelenetben pár gyerek ilyet játszott, amiért Cartmanék ki is röhögték őket). A főszereplők el is indulnak az erdőn keresztül. A hatodikosok tényleg nem mennek át a vízen, hanem keresnek egy hidat. Cartmanéket mutatják, amint bolyonganak az erdőben. Butters utoléri őket, és segít nekik megtalálni a tékát. Ezalatt, amíg a szülők keresik a gyerekeket, megtalálják a földön fekvő Jimmyt, aki hebegve, de elmondja, hogy hova tartanak a srácok.
A végén elérik a tékát a gyerekek, de az zárva van. Közben közelednek a hatodikosok is. Stan észrevesz egy ledobót, ahova a visszahozott kazettákat lehet tenni. Kyle bele is akarja dobni a kazettát, de Butters elszalad vele. Mivel Butters nem akarja bedobni a filmet, Kyle belehajítja a fiút kazettástól. A hatodikosok is odaérnek, de már későn. Meg akarják verni a gyerekeket, de amint megérkeznek a szülők, lelépnek.
Mielőtt a gyerekek egy szót is szólhattak volna, Randyék adtak a gyerekeknek egy gyors szexuális felvilágosítást, hogy Stanék értsék azt, amit a filmben láttak, holott a srácok nem látták a pornót. Amíg értetlenül-szótlanul merednek maguk elé a megdöbbenéstől, Mr. Stotch megkérdezi, hogy hol van Butters, és látjuk, ahogy a kazetták között dédelgeti a kezében a pornófilmet.

## Utalások
- Utalások a Gyűrűk ura filmtrilógiára:
  - Cartman a nagyhatalmú szürke mágust, Gandalfot parodizálja (habár abban a jelenetben, amikor a szövetség menekül az ellenség elől, nem Cartman, hanem Jimmy áldozza fel magát).
  - Kyle Aragornt, a kószát, Stan pedig Frodót, a hordozót személyesíti meg.
  - Butters viselkedése onnantól, hogy elvették tőle a filmet, Gollam paródiája.
  - Pár gyerek kivételével az összes egy Gyűrűk Ura-szereplőt személyesít meg.
  - A kazettát mindenki az „EGY videóként” említi. A filmben Szauron gyűrűjét nevezték az „EGY Gyűrűnek”.
  - A videotékát a Végzet Hegyeként lehet beazonosítani, habár a videotéka neve Két Torony (ami a trilógia 2. részének alcíme is).
  - A hatodikosok hol a lidérceket, hol az orkokat, hol a balrogot alakítják.
- Amikor Cartmanék mennek a tékához, látnak pár gyereket, akik Harry Pottereset játszanak. A Harry Pottert a Gyűrűk Ura riválisaként tartják számon.
- Kevin, aki azt mondja, hogy a videóval megerősíthetnék a lépegetőket, Star Wars-os klónnak öltözött (birodalmi lépegetők is szerepeltek a  Gyűrűk Urához és a Harry Potterhez hasonlóan nagy sikerfilmben).
- A filmben kétszer is utalás történik a Robin Hood című, szintén kultuszfilmre:
  - A hatodikosok vezetője „Robin Hoodnak és csatlósainak” nevezi Stanéket.
  - Timmy a gyűlésen Robin Hood-jelmezt visel.
- Cartman Kenny lelkével beszélget, aki a testéből szólal meg. Ez az előző, a Létra a mennybe című részre való utalás.

## Érdekességek
- Cartman és Kyle ruhája megegyezik a 17. évadbéli Konzolháború-trilógiás ruhájukkal.

## Bakik
- Az epizódban abban a jelenetben, amikor Stanék elbújnak a hatodikosok elől, Stan hangja egy pillanatra megváltozik amikor ezt mondja: "Na, basszus!"
- Abban a jelenetben, amikor a srácok át akarnak kelni a folyón, a folyásban levő víz megáll, amikor Cartman beszél vissza Craignek.
- Mielőtt a szülők Jimmyvel találkoznának, két kocsival mennek, az elsőben a Marsh és a Broflovski házaspár, a másodikban Stotchék, Mrs. Cartman sehol. Miután viszont Jimmytől elhajtanak Marshék Broflovskiék nélkül elindulnak, mögöttük Stotchék, és utánuk jönnek Broflovskiék egy Mrs. Cartman vezette kocsiban.
- Kyle-t Cartman ármánykodó zsidónak nevezi az epizód elején. Kyle visszaszól, hogy ő kósza, amikor ez Stan szerepe.
- Mikor a hatodikosok a videókazettát akarják megszerezni, többször is látható az ötödik évadból ismert Scott Tenorman is, pedig a Scott Tenormannek meg kell halnia című részben többször elhangzik, hogy ő nyolcadikos.